# Ricardo Morán (director)
Ricardo Morán Vargas (Lima, 17 de marzo de 1974) es un productor, guionista, escritor, actor y director de teatro, cine y televisión peruano.

## Biografía
Estudió en el Colegio de la Inmaculada. Años más tarde, estudió actuación con Roberto Ángeles y luego empezó a trabajar en la producción de obras de teatro.
Ricardo recibió el Premio Nacional de Anunciantes al mejor programa de la televisión peruana en 2002 y del premio INTE (Academia Iberoamericana de Artes y Ciencias de la Televisión) como mejor programa infantil de Ibero América del año 2003 por su programa Mad Science. Este último fue conducido por varios años a lado de Fiorella de Ferrari y Renato Gianoli.
En 1999 dirigió la obra Tus amigos nunca te harían daño. En el año 2005 dirigió Hedwig y la pulgada furiosa en el Teatro Británico, protagonizado por Vanessa Saba y Giovanni Ciccia. Junto con David Carrillo codirigió el espectáculo Recontra Hamlet en la Sala Teatral Preludio en 2006 y sus reposiciones en el Teatro Británico (2007), el Auditorio de la Municipalidad de San Isidro (2008) y el Teatro Julieta (2008). 
En marzo de 2007, inició la primera temporada de su monólogo de humor El Mundo según Morán. En 2008 estrenó Los número Seis en el Teatro Británico. En el año 2009, estrenó la comedia Esta obra es un desastre en el Teatro Mario Vargas Llosa. A la par, ejercía la producción general del programa El otro show en América Televisión. Morán codirigió Mas mezclados (2009) junto con Vania Masías en el Teatro de la Municipalidad del Callao. El año 2010 adaptó y dirigió la obra La reina de belleza de Leenane, en el Teatro Británico. El mismo año dirigió El País de Carlín en el Teatro Peruano Japonés y el espectáculo infantil ¡Grántico, pálmani, zum!, en el marco del vigésimo aniversario de Nubeluz. En el teatro, dirigió el musical Casi normal presentado en el Teatro Marsano; y seguidamente ¿Por qué no somos pareja? en el Teatro Luiggi Pirandello.
En 2012 produjo y participó como miembro del jurado del programa concurso de canto e imitación Yo soy, también por Frecuencia Latina.
Posteriormente Morán se separó de GV Producciones para crear su propia productora Rayo en la Botella, con la que producirá tres programas para el 2013.
El primer programa a ser estrenado en verano de 2013 fue la versión peruana de Rojo Fama Contrafama. Es sucedido por una nueva temporada de Yo soy en abril. Su siguiente proyecto es el programa concurso musical Ponte Play, que salió al aire el 22 de abril.
Morán fue vocero oficial de la exposición científica El túnel de la ciencia –producida gracias a un acuerdo con la Sociedad Max Planck– para la Pontificia Universidad Católica del Perú, durante abril-junio de 2013.
Morán también regresó al teatro como director de la obra 12 hombres en pugna, en julio de 2013 en el Teatro La Plaza.
Morán anunció la realización de La Voz Perú –versión peruana de The Voice– para el segundo semestre de 2013.
Se realizó también la versión La voz Kids estrenada en enero de 2014. Paralelamente empezó una nueva temporada de Yo soy, a esto se suma Experimentores, su programa de ciencia. 
Tiempo después, realizó Súper Kids y Los Cuatro Finalistas, en categorías canto y baile; y la temporada final de este programa. 
En 2017, debutó como cineasta con la película musical Una Navidad en Verano, producida por su productora Rayo en la Botella y protagonizada por su compañera de jurado del programa Yo soy, la cantante y actriz Maricarmen Marín. Al año siguiente, lanzó su primer libro como escritor Todo está bajo control, al año siguiente, Ricardo publicó su segundo libro Yo soy tu padre, en donde relata sus días de padre de dos gemelos. También tiene un canal de YouTube, relatando y contando experiencias sobre sus hijos.

## Vida personal
En marzo del 2015, cuando se debatía en la Comisión de Justicia del Congreso de la República del Perú el proyecto de ley de la unión civil entre parejas homosexuales, Ricardo Morán hizo pública su homosexualidad. "Soy peruano y homosexual desde el día en que nací, hecho así por la naturaleza; nada ni nadie me volvió homosexual", escribió el productor en su cuenta oficial de Twitter. Su amigo Adolfo Aguilar, expresó públicamente su apoyo. El 21 de marzo se presentó en Magaly TV afirmando ser homosexual y concluyó querer tener hijos algún día. En el 2019, hizo público el proceso de gestación subrogada que le permitió tener dos hijos, Catalina y Emiliano.

## Créditos
Como productor y Director.

### Televisión
- 2001-2007, Mad Science
- 2009, El otro show
- 2011, El último pasajero
- 2012-2022, Yo soy  miembro del jurado.
- 2013, Rojo, fama contrafama
- 2013, Ponte play
- 2013-2023, La voz Perú
- 2014-2023, La voz Kids
- 2014-2015 Experimentores, presentador, guionista y productor[22]
- 2014-2015, La banda
- 2016, Los reyes del playback
- 2018, Súper kids
- 2018, Los cuatro finalistas
- 2018, Los cuatro finalistas: baile
- 2018, Los cuatro finalistas: la batalla final
- 2019-2020, Yo soy Kids , miembro del jurado
- 2020, ¿Quién es la máscara? [23]
- 2023-2025, El gran chef famosos
- 2024, Produ Awards [24]

#### Teatro
- 1999, Tus amigos nunca te harían daño
- 2005, Hedwig y la pulgada furiosa
- 2006-2008, Recontra Hamlet
- 2008, Los número seis
- 2009, Esta obra es un desastre
- 2009, Más mezclados
- 2010, La reina de belleza de Leenane
- 2010, El país de Carlín
- 2010, ¡Grántico, pálmani, zum!
- 2011, Casi normal (2011)
- 2011, ¿Por qué no somos pareja? (2011-2012)
- 2013, 12 hombres en pugna
- 2013, El Crédito [25]

#### Cine
- 2000, Pantaleón y las visitadoras como policía.
- 2006, Mariposa negra  como Ramón, periodista.
- 2017, Una Navidad en verano[26]

### Monólogos
- 2007, El mundo según Morán
- 2021, Yo soy tu padre[27]

### Libros
- 2018, Todo está bajo control[28]
- 2019, Yo soy tu padre (2019)[29]
- 2020, El libro incorrecto (con Mariana Morán) [30]

## Premios y nominaciones
| Año  | Premio                       | Categoría                                | Trabajo               | Resultado |
| ---- | ---------------------------- | ---------------------------------------- | --------------------- | --------- |
| 2002 | Premio a la excelencia ANDA  | Mejor Programa de Televisión             | Mad Science           | Ganador   |
| 2003 | Premio INTE                  | Mejor programa infantil de Ibero América | Mad Science           | Ganador   |
| 2011 | Premios Luces de El Comercio | Mejor programa concurso                  | El último pasajero    | Nominado  |
| 2011 | Premios Luces de El Comercio | Mejor obra de teatro                     | Casi normal           | Nominado  |
| 2012 | Premio a la excelencia ANDA  | Mejor Programa de Televisión             | El último pasajero    | Ganador   |
| 2012 | Premios Luces de El Comercio | Figura del año                           | Él mismo              | Ganador   |
| 2012 | Premios Luces de El Comercio | Mejor programa concurso                  | Yo soy                | Ganador   |
| 2013 | Premios Luces de El Comercio | Figura del año                           | Él mismo              | Nominado  |
| 2013 | Premios Luces de El Comercio | Obra del año                             | Doce hombres en pugna | Nominado  |
| 2013 | Premios Luces de El Comercio | Mejor programa de talentos               | La voz Perú           | Ganador   |
| 2013 | Premios Luces de El Comercio | Mejor programa de talentos               | Yo soy                | Nominado  |